# هارگارتن
هارگارتن (به آلمانی: Hargarten) یک شهر در آلمان است که در بیتبورگ-پروم واقع شده‌است.